# Andrzej Zaucha
Andrzej Zaucha (Zakliczyn pored Tarnówa, Poljska, 1967.), poljski novinar i pisac. 
Andrzej Zaucha je autor mnogih članaka i reportaža o Rusiji i Čečeniji. U 2003. izdao je knjigu-reportažu „Moskva. Nord-Ost” (Moskwa. Nord-Ost) o krizi sa založnicima u moskovskom kazalištu Dubrovka. Stanuje u Moskvi, radi za poljski radio RMF FM.